# Catedrala din Burgos
Catedrala din Burgos (în spaniolă Catedral de Burgos), cu hramul Sfânta Maria, este un monument de arhitectură gotică din secolul al XIII-lea. Edificiul a fost înscris în lista UNESCO a patrimoniului mondial în anul 1984.

## Istoric
Construcția primei catedrale din Spania în stil gotic a fost inițiată de regele Ferdinand al III-lea al Castiliei și Mauricius, episcopul de Burgos. Acordul în acest sens a fost încheiat cu ocazia nunții lui Ferdinand cu Elisabeta de Hohenstaufen. Edificiul se dorea o demonstrație a creșterii rolului Castiliei în politica europeană. Lucrările au început la 20 iulie 1221 în arealul vechii catedrale romanice. Conducătorul șantierului a fost un meșter francez rămas anonim. După nouă ani a fost terminată construcția absidei, iar lucrările au continuat. Altarul a fost sfințit la 20 iulie 1260, după care lucrările de construcție au stagnat timp de aproape 200 de ani.